# 妙光寺 (沼田市)
妙光寺（みょうこうじ）は、群馬県沼田市にある日蓮宗の寺院。

## 歴史
創建年代は不明である。ただ元和年間（1615年 - 1624年）に日守が再興していることから、それ以前に存在していたものと推測される。
1667年（寛文7年）、慶寿院（沼田藩第2代藩主真田信吉の側室）によって、山号が「慶寿山」となった。1670年（寛文10年）、日統によって再再興された。日統は古河妙光寺の住職であった。これまで「本隆寺」という名称であったが、古河の寺にならい「妙光寺」に改称した。
墓地には、慶寿院の他に、熊本藩を改易になった加藤忠広の次男で、沼田藩に預けられた加藤正良の墓がある。

## 文化財
- 慶寿院殿の墓（沼田市指定重要文化財 昭和51年3月30日指定）[4]

## 交通アクセス
- 沼田駅より徒歩20分。